# Liophis meridionalis
Liophis meridionalis este o specie de șerpi din genul Liophis, familia Colubridae, descrisă de Schenkel în anul 1902. Conform Catalogue of Life specia Liophis meridionalis nu are subspecii cunoscute.